# والت كون
والت كون (بالإنجليزية: Walt Kuhn)‏ هو رسام توضيحي ورسام أمريكي، ولد في 27 أكتوبر 1877 في بروكلين في الولايات المتحدة، وتوفي في 13 يوليو 1949 في وايت بلينس في الولايات المتحدة بسبب قرحة جلدية.

## وصلات خارجية
- والت كون على موقع الموسوعة البريطانية (الإنجليزية)